# ضولان (يريم)

تعديل مصدري - تعديل

ضولان محلة تابعة لقرية الحياضي، التابعة لعزلة خودان بمديرية يريم إحدى مديريات محافظة إب في الجمهورية اليمنية.، بلغ تعداد سكانها 100 حسب تعداد اليمن لعام 2004.